# Andrew Whipp
Andrew Whipp es un actor más conocido por haber interpretado a Callum Rennie en la serie Emmerdale Farm.

## Carrera
El 23 de junio de 2004, se unió al elenco recurrente de la serie Emmerdale Farm, donde dio vida a Callum Rennie hasta el 22 de septiembre de 2005. En 2009 obtuvo un pequeño papel en la película The Fourth Kind.
En 2011 apareció en un episodio de la popular serie británica EastEnders, donde interpretó al detective inspector de la policía Savage. 
En 2012 apareció como invitado en un episodio de la serie médica Holby City, donde dio vida a Andrew Zimmerman; anteriormente había aparecido por primera vez en la serie en 2006, cuando interpretó a Scott Newell en el episodio "Mother Love". En 2014 se unió al elenco recurrente de la primera temporada de la serie Outlander, donde interpretó a Brian Fraser. El 31 de agosto de 2016, se anunció que Andrew se había unido al elenco de la serie The White Princess, donde dará vida a sir Rhicard Pole.

## Filmografía

### Series de televisión
| Año             | Título                     | Personaje               | Notas                        |
| --------------- | -------------------------- | ----------------------- | ---------------------------- |
| 2017 - presente | The White Princess         | Sir Rhicard Pole        | episodio "The Pretender"     |
| 2016            | Death in Paradise          | Gary Holt               | episodio # 5.6               |
| 2015            | The Coroner                | Philip Bailey           | episodio "First Love"        |
| 2015            | Suspicion                  | Ray                     | episodio "Death Next Door"   |
| 2014, 2015      | Outlander                  | Brian Fraser            | 2 episodios                  |
| 2014            | Spotless                   | Gareth                  | 2 episodios                  |
| 2012            | Not Going Out              | Dr. Jenkins             | episodio "Examination"       |
| 2012            | Holby City                 | Andrew Zimmerman        | episodio "Equilibrium"       |
| 2011            | EastEnders                 | D.I. Savage             | episodio del 27 de diciembre |
| 2009            | Heartbeat                  | Jim Bly                 | episodio "Cashing In"        |
| 2007            | City Lights                | Oficial de Policía      | episodio # 1.6               |
| 2007            | Doctors                    | Bill Hampshire          | episodio "Red, White & Blue" |
| 2004 - 2005     | Emmerdale Farm             | Callum Rennie           | 24 episodios                 |
| 2002, 2005      | Judge John Deed            | Henry Kuhle             | 4 episodios                  |
| 2004            | Real Crime                 | Det. Sgt. Stephen Beech | episodio "Love You to Death" |
| 2003            | Absolute Power             | Marcus Payne            | episodio "History Man"       |
| 1999            | CI5: The New Professionals | Director                | episodio "Hostage"           |

### Películas
| Año  | Título              | Personaje         | Notas                                                                                                   |
| ---- | ------------------- | ----------------- | --- |
| 2014 | Artificio Conceal   | Marcus Green      | corto - junto a David Bailie, Paul Marlon, Simon Armstrong, Stephen McDade & Duran Fulton Brown         |
| 2010 | When Harvey Met Bob | Bernard Doherty   | junto a Domhnall Gleeson, Ian Hart, Antonia Campbell-Hughes & Paul Rhys                                 |
| 2009 | The Fourth Kind     | Tommy Fisher      | junto a Milla Jovovich, Will Patton, Hakeem Kae-Kazim, Corey Johnson, Enzo Cilenti & Elias Koteas       |
| 2006 | Amazing Grace       | MP                | junto a Ioan Gruffudd, Romola Garai, Benedict Cumberbatch, Albert Finney, Michael Gambon & Rufus Sewell |
| 2006 | Love Lies Bleeding  | Mr. Brining       | junto a Martin Kemp, Hugo Speer, Claire Goose & Elizabeth Berrington                                    |
| 2002 | Falling Apart       | Miembro del Grupo | junto a Hermione Norris, Mark Strong, Tamsin Greig & Daniel Ryan                                        |

### Teatro
| Año  | Título                            | Personaje           | Director     | Teatro              | Notas                                                                |
| ---- | --------------------------------- | ------------------- | ------------ | ------------------- | -------------------------------------------------------------------- |
| 2013 | Farragut North                    | Tom Duffy           | Guy Unsworth | Southwark Playhouse | junto a Max Irons, Rachel Tucker, Shaun Williamson & Josh O’Connor   |
| 2012 | The Dark at the top of the Stairs | -                   | -            | -                   | junto a Graham Vanas, Jessica Martin, Olivia Vinall & Caroline Faber |
| -    | Arcadia                           | Bernard Nightingale | -            | Gate Theatre        | -                                                                    |

## Premios y nominaciones
| Año  | Categoría | Premio                           | Teatro/Serie   | Resultado |
| ---- | --- | -------------------------------- | -------------- | --------- |
| 2010 | Best Performances of the Year                                                                                        | Sunday Times Irish Edition Award | Arcadia        | Ganador   |
| 2006 | Spectacular Scene of the Year (junto a Leah Bracknell, Nick Miles, Kenneth Farrington, Charlie Kemp & Tony Prescott) | British Soap Award               | Emmerdale Farm | Nominados |